# Laini Taylor
Laini Taylor est une autrice américaine de fantasy pour jeunes adultes née en 1971 à Chico.
Elle est finaliste du National Book Award dans la catégorie littérature jeunesse. Elle est notamment l'autrice de deux séries traduites en français : Le faiseur de rêves et La marque des anges.

## Biographie

### Enfance et formation
Laini Taylor naît en 1971 à Chico, en Californie et son père est militaire.
Elle obtient un diplôme d'anglais de l'Université de Berkeley. Passionnée d'arts visuels, elle réalise également trois semestres au California College of Arts où elle étudie l'illustration.

### Carrière littéraire

#### Débuts
Laini Taylor publie son premier livre en 2004, The Drowned, une bande-dessinée illustrée par son mari, Jim Di Bartolo. L'histoire se déroule dans le Paris des années 1800 et raconte les péripéties de Théophile qui ne se souvient plus pourquoi il a passé cinq ans dans un asile. Il doit se replonger dans les souvenirs de son enfance et croise notamment sur son passage un être cher décédé et des sorcières.
En 2007 sort le premier tome de la série (en) Dreamdark, appelé (en) Blackbringer et également illustré par son mari, qui raconte l'histoire d'une fée parcourant le monde avec des corbeaux dans le but de combattre des démons. La suite, (en) Silksinger, sort en 2009.
En 2009 parait (en) Lips Touch: Three Times, un recueil de trois histoires d'amour surnaturel, entre malédictions et tentations, pour lequel elle sera finaliste du National Book Award dans la catégorie littérature jeunesse,,.

#### La marque des anges
En 2011 sort le premier tome de La marque des anges, Fille des chimères, qui raconte l'histoire de Karou, une jeune étudiante en art sur le point d'être impliquée dans une guerre d'un autre monde. Elle vit avec des chimères, des créatures mi humaines mi animales, qui l'envoient en mission pour récupérer des dents humaines à des fins qu'elle ne comprend pas. Elle commence ensuite à en apprendre davantage et tombe amoureuse d'un séraphin nommé Akiva. 
« L'histoire qui suit est un fantasme romantique à couper le souffle sur le destin, l'espoir et la recherche de soi-même qui n'existe pas (...). Taylor a pris des éléments de la mythologie, de la religion et de sa propre imagination et les a collés dans un collage incroyablement fantastique. » écrit la journaliste du New York Times, Chelsey Philpot.
Dans le second tome, Revenante, sorti en 2012, Karou se retrouve dans la bataille entre les séraphins et les chimères alors qu'elle se rend à Eretz, leur pays d'origine. 
Les deux premiers livres sont nommés dans plusieurs listes des meilleurs livres de l'année, notamment celles d'Amazon, du New York Times et du Publisher's Weekly. 
Enfin, dans Au-delà des légendes, sorti en 2014, Karou tente de forger une alliance entre ces derniers pour combattre un ennemi commun. La bataille se déplace sur Terre alors que l'histoire touche à sa fin. 
Les droits du premier tome sont acquis par Universal Pictures en 2011. Une adaptation cinématographique réalisée par Joe Roth, d'après un scénario de Stuart Beattie, est prévue depuis cette date.
En 2013, Laini Taylor sort également (en) Night of Cake & Puppets, considéré comme le tome n°2,5 et qui n'a pas été traduit en français. 

#### Le faiseur de rêves
Le premier tome sort en 2017. Il raconte les conséquences d'une guerre entre les dieux et les hommes à travers l'histoire d'une ville mystérieuse dépouillée de son nom, une déesse qui peut rendre visite aux gens dans leurs rêves ou encore d'un jeune bibliothécaire aux songes singuliers,. Le livre s'attaque à la haine, à l'altérité et à la violence. « Taylor tisse une prose aussi douce et brillante qu'un trait de satin, et elle est également passée maître dans la construction du monde. » écrit Amy Wang, journaliste pour The Oregonian. « Laini Taylor, finaliste du National Book Award et auteur à succès du New York Times, sait comment tisser une histoire allégorique de dieux et d'hommes, comment construire une romance à travers les rêves et les délices, et comment faire arrêter le cœur des lecteurs lorsqu'ils atteignent la dernière page. » ajoute Jennifer Baker, du magazine Bustle.
En 2018 paraît la suite, La muse des cauchemars. Laini Taylor y pose des questions sur la vie et la mort, alors que les humains et les dieux sont sous le choc de la chute imminente de la Citadelle.

#### Billie Blaster
En 2023, Laini Taylor sort avec son conjoint, l'illustrateur Jim Di Bartolo, un roman graphique : (en) Billie Blaster and the Robot Army from Outer Space. Destiné aux lecteurs de niveau intermédiaire (8-12 ans), il raconte l'histoire de Billie, fille de deux scientifiques célèbres, dont l'invention a été envoyée dans l'espace par son ennemi juré et est utilisée par un empereur extraterrestre malintentionné. Le livre propose une introduction ludique à la science.

### Vie privée
Elle vit actuellement à Portland, dans l'Oregon, avec son mari, l'illustrateur Jim Di Bartolo, et leur fille Clementine,,.

## Récompenses
En 2009, elle est finaliste du National Book Award dans la catégorie littérature jeunesse pour son roman Lips Touch: Three Times,.
Les deux premiers tomes de La marque des anges sont nommés dans la liste des meilleurs livres de l'année d'Amazon, du New York Times et du Publisher's Weekly. 
En avril 2017, le premier tome du Faiseur de rêve est en seconde position du classement des 10 best sellers jeunes adultes du New York Times.

## Œuvres

### Séries

#### Dreamdark
- (en) Laini Taylor, Blackbringer, Penguin, 14 mai 2009 (ISBN 978-1-101-13885-4)[1]
- (en) Laini Taylor et Jim Di Bartolo, Silksinger, G.P. Putnam's Sons, coll. « Dreamdark », 2009 (ISBN 978-0-399-24631-9)[1]

#### La marque des anges
- (en) Daughter of Smoke & Bone (trad. Anne Krief), 2011[6]
- (en) Days of Blood & Starlight (trad. Anne Krief), 2012[16]
  - (en) Laini Taylor, Night of Cake & Puppets, Little, Brown Books for Young Readers, 26 novembre 2013 (ISBN 978-0-316-36985-5)[7]
- (en) Dreams of Gods & Monsters (trad. Isabelle Troin), 2014[17]

#### Le faiseur de rêves
- (en) Strange the Dreamer (trad. Sarah Dali), 2017[8]
- (en) Muse of Nightmares (trad. Sarah Dali), 2018

### Romans indépendants
- (en) Laini Taylor, Lips Touch: Three Times, Scholastic Inc., 1er novembre 2009 (ISBN 978-0-545-23178-7)[3]

### Roman graphique
- (en) Laini Taylor, Billie Blaster and the Robot Army from Outer Space, Abrams, 15 août 2023 (ISBN 978-1-64700-265-7)

### Bande-dessinée
- (en) The Drowned, Image Comics, 2004[1]

### Nouvelles
- (en) Gentlemen Send Phantoms (Foretold anthology), Random House, 2012